# Bărbulețu
Bărbulețu est une commune du județ de Dâmbovița en Roumanie.